# Pseudoberlinia densiflora
Pseudoberlinia densiflora là một loài thực vật có hoa trong họ Đậu. Loài này được (Baker) Gomes Pedro miêu tả khoa học đầu tiên năm 1955.